# Gui d'Ussel
Gui d'Ussel o d'Uisel (fl. 1195-1209) è stato un trovatore originario del Limosino, la cui attività si è svolta a cavallo tra il XII e il XIII secolo.
Ci sono pervenute venti delle sue poesie: otto canso, due pastorela, due cobla e otto tenzone, compreso un partimen insieme a Maria de Ventadorn. Delle sue canso restano quattro melodie.
Secondo quando riferisce la sua vida, Gui era il più giovane di tre figli di una ricca famiglia nobile del castello Ussel-sur-Sarzonne, a nord-est di Ventadorn. Lui e i suoi fratelli Ebles e Peire, come pure suo cugino Elias, erano tutti considerati trovatori e castellani di Ussel secondo l'autore della vida, il quale fa lo stesso Gui canonico del Monferrato e di Brioude nella diocesi di Clermont. Tra i suoi parenti Gui era noto per le sue cansos. La sola conferma esterna alla sua vida, riguardo alla famiglia di Gui, è un riferimento ai fratelli Guido e Eblo Usseli, i quali fanno una donazione di possedimenti all'abbazia di Bonaigue. Il biografo di Gui crede che lui abbia avuto una relazione amorosa con Malgarita, moglie di Rainaut VI, visconte di Aubusson. Si suppone che successivamente avesse avuto una relazione con Guillemette de Comborn, moglie di Dalfi d'Alvernha, componendo per lei molte canzoni. Gui trascorse quasi la sua intera vita nel Limosino e nell'Alvernia, viaggiando raramente all'estero.
Dedicò molte delle sue canzoni a Maria de Ventadorn (compreso il partimen) e fa riferimento a Pietro II di Aragona in un'altra (la quale ha conservato la sua melodia). Il riferimento alla regina, moglie di Pietro, nella razó di una canzone pone la data della sua composizione al 1204 o più tardi, dopo il matrimonio di Pietro con Maria di Montpellier. La sua vida ricorda come lui nel 1209 avesse obbedito all'ingiunzione papale, delegata a Pietro di Castelnau, di smettere di comporre; il fatto che nessuno delle sue poesie possa essere attendibilmente attribuita successivamente a questa data, e che nessuna di esse menzionasse la crociata albigese, rende più che probabile la possibilità che Gui avesse obbedito agli ordini del papa, smettendo così di scrivere.
La poesia in qualche misura imita quella del suo contemporaneo Cadenet, menzionato da qualche parte. Le sue melodie hanno qualcosa in comune con quelle di Gaucelm Faidit, probabilmente incontrato a Ventadorn. Tutte le sue melodie rientrano all'interno di un intervallo di decima minore, con l'uso di numerose terze e triadi, ma mai ripetendo frasi nella forma AAB. Gui è lodato per la sua "facoltà di compositore sottile e creativa" e la sua musica è caratterizzata dalla varietà del motivo. Un successivo trovatore, Daude de Pradas, fa riferimento a Gui in una tenso e la sua melodia è indicativa riguardo alla possibilità che possa essere stata influenzata da quella di Gui.
Le opere di Gui sono state riprodotte nell'antologia di Ferrarino Trogni da Ferrara.